# تيست كريكت

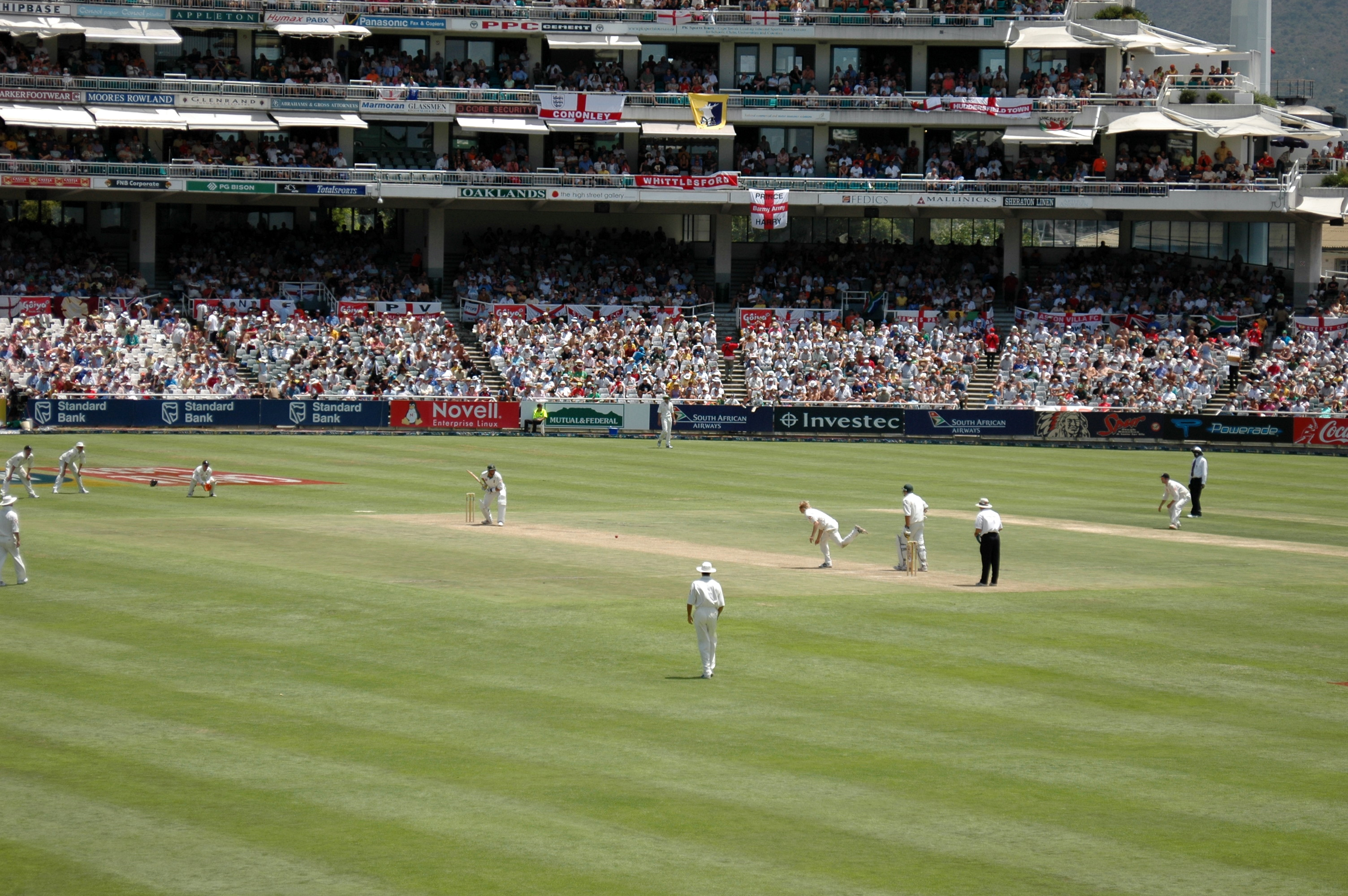
مباراة تيست كريكت بين إنجلترا وجنوب أفريقيا في سنة 2005

تيست كريكت (بالإنجليزية: Test cricket)‏ هي واحدة من أشهر أشكال رياضة الكريكت وألتي تلعب مبارياتها بين فريقين في حالة تيست وتحت إشراف المجلس الدولي للكريكيت وتلعب بين فريقين وتستمر المباراة فيها لخمسة أيام وفي حالات أخرى تطول لأكثر من ذلك، وتعرف بكونها أكثر أشكال الكريكت احترافية ومهارة. وقد بدأ أول مباريات هذ الشكل في سنة 1877 بين منتخب إنجلترا الوطني للكريكت ومنتخب أستراليا الوطني للكريكت في ملعب ملبورن للكريكيت وقد إنتهت هذه المباراة بفوز أستراليا ب45 ركضة.